# Ranger V-770
Il Ranger V-770 fu un motore aeronautico a 12 cilindri a V raffreddato ad aria sviluppato dalla statunitense Ranger Engines Division, sussidiaria della Fairchild Aircraft (dopo la seconda guerra mondiale prese il nome di Fairchild Engine Division) nel corso degli anni trenta e quaranta. Fu l'unico motore V12 raffreddato ad aria ad essere costruito in serie negli Stati Uniti durante la seconda guerra mondiale, ottenendo un modesto successo e venendo costruito in qualche centinaio di esemplari.

## Storia del progetto
La progettazione del motore, derivato dal precedente 6 cilindri L-440 dello stesso produttore, cominciò nel 1931, ma fu ritenuto in grado di essere montato su di un velivolo solo nel 1938, quando fu scelto per equipaggiare il ricognitore Curtiss SO3C Seamew. Presentò sin dall'inizio diversi problemi di affidabilità, dovuti principalmente al surriscaldamento subìto alle basse velocità. Nonostante i continui tentativi di miglioramento, il motore non raggiunse mai l'affidabilità richiesta per un aereo destinato ad essere impiegato in combattimento, il che causò il ritiro definitivo dei ricognitori Curtiss nel 1944.
Migliore uso trovò invece sugli addestratori Fairchild AT-21 Gunner, destinati ad un utilizzo meno esasperato, ma che rimasero comunque in produzione per un periodo limitato e in quantità ridotta. Altro utilizzatore fu il Bell XP-77, che fu costruito in soli due prototipi.
Il motore rimase in produzione di serie dal 1941 al 1945. Ne fu progettata una variante specificatamente per il mercato civile alla fine della guerra, ma questa non entrò in produzione.

## Tecnica
Il V-770 aveva blocco motore e testate in lega di alluminio, mentre i cilindri erano d'acciaio. Poteva essere dotato di sovralimentazione mediante un compressore volumetrico.

## Velivoli utilizzatori
Stati Uniti
- Bell XP-77
- Curtiss SO3C Seamew
- Douglas XP-48 (previsto)
- Fairchild AT-21 Gunner

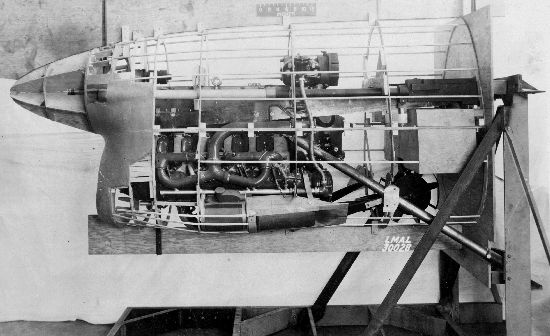
L'installazione del motore nell'XP-77

- North American T-6 Texan (un prototipo denominato XAT-6E)

## Esemplari attualmente esistenti
Un esemplare del motore è conservato presso il Carolinas Aviation Museum a Charlotte (Carolina del Nord), all'interno dell'Aeroporto Internazionale di Charlotte-Douglas. Se ne conoscono almeno altri due esemplari superstiti.